# Richard Lucae

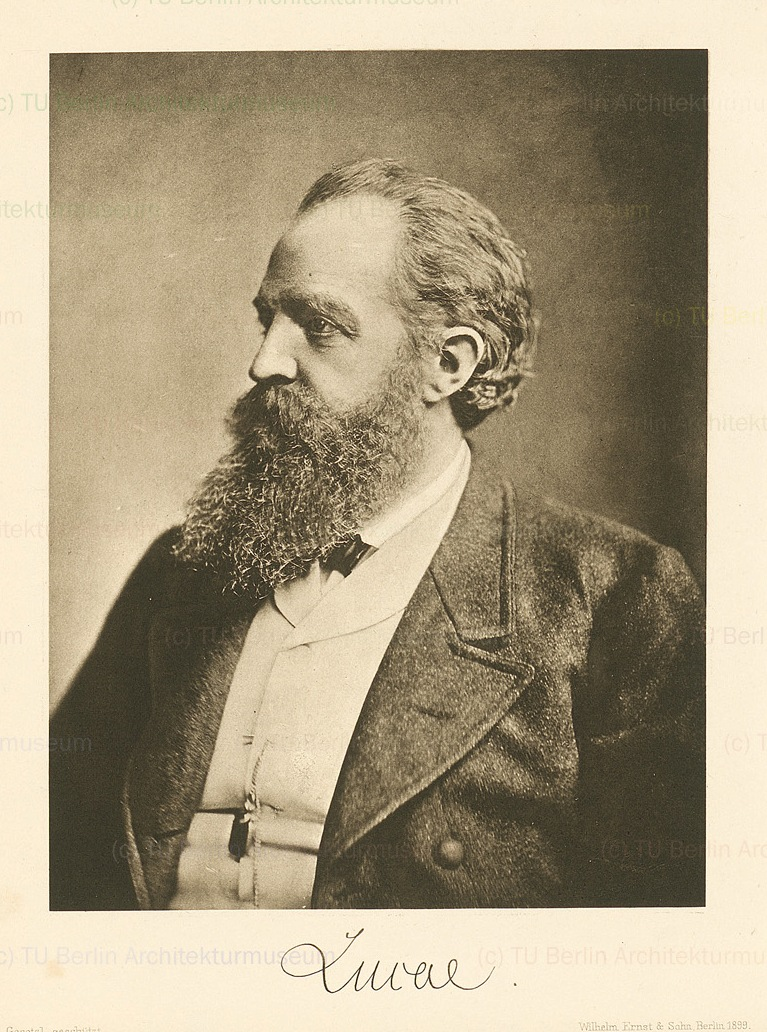
Richard Lucae

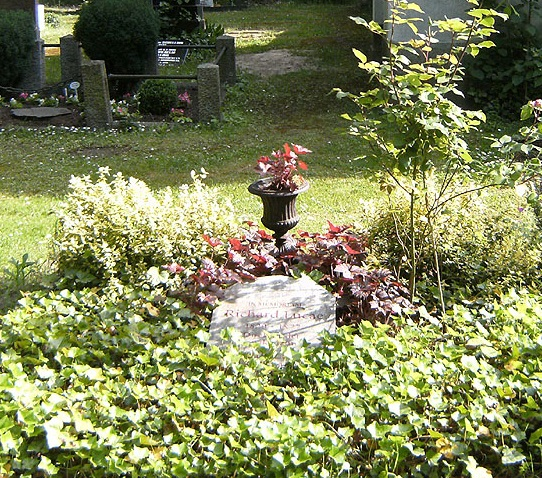
Grab auf dem Alten St.-Matthäus-Kirchhof in Berlin, 2014

Richard Lucae (* 12. April 1829 in Berlin; † 26. November 1877 ebenda; vollständiger Name: Johannes Theodor Volcmar Richard Lucae) war ein deutscher Architekt und ab 1873 Direktor der Berliner Bauakademie.

## Leben
Lucae entstammte einer alten Berliner Apothekerfamilie. Sein Vater war Dr. phil. h. c. August Friedrich Theodor Lucae (1800–1848), Apotheker 1. Klasse zu Berlin, und Besitzer der „Rothen Adler-Apotheke“ sowie einer Mineralwasserfabrikation in Berlin. Seine Mutter war  Caroline Lucae geb. Wendel (1803–1870), Tochter des Johann Georg Wendel (1754–1834), eines Professors der Zeichenkunst am Gymnasium aus Erfurt. Eines seiner Geschwister war der Arzt und Otologe August Lucae, ein anderer der Germanist Karl Lucae. Eine Schwester seiner Mutter war mit dem Architekten August Soller verheiratet.
Lucae heiratete 1874 in Berlin Marie Emilie Luise Schacht (1846–1875), eine Tochter des Medizinalrats und Besitzers der Polnischen Apotheke in Berlin, Julius Eduard Schacht (1804–1871), und dessen Ehefrau Marie Louise Dorothee Löser.
Zunächst erhielt Lucae eine praktische Ausbildung und absolvierte 1847–1849 eine Feldmesserlehre. Auf Veranlassung von Johann Gottfried Schadow wurde er in die Gipsklasse aufgenommen und studierte von 1850 bis 1852 an der Berliner Bauakademie. 1853–1855 war er beim Bau des Kölner Doms eingesetzt und setzte seine Studien 1855–1859 an der Bauakademie fort, wo er auch ab 1859 als Lehrer wirkte. Ab 1869 war er Mitglied in deren Akademischem Ausschuss. An der Bauakademie hatten 1852 studentische Streiks wegen der zu langsamen Reformpolitik der staatlichen Bauverwaltung stattgefunden.
Nach einer Italienreise 1859 war Lucae als Privatarchitekt in Berlin tätig und entwarf Wohnhäuser und Innenausstattungen. 1856 bis 1859 wurde die Auferstehungskirche in Kattowitz nach seinen Plänen errichtet.
Heinrich Friedrich von Itzenplitz, Minister für Handel, Gewerbe und öffentliche Arbeiten, beantragte Anfang April 1873 bei „Seiner Kaiserlichen und Königlichen Majestät“, Lucae zum Direktor der Bauakademie zu ernennen. Diesem Antrag zufolge war Lucae „seit dem Jahre 1859, in welchem er die Baumeister-Prüfung mit Auszeichnung bestanden, zuerst als Hülfsarbeiter für den Unterricht der antiken und modernen Baukunst an der Bauacademie beschäftigt worden, im April 1862 zum ordentlichen Lehrer aufgerückt und im October 1869 als solcher fest angestellt worden, nachdem ihm bereits unterm 10. October 1866 der Professortitel verliehen worden war.“ Mitte Juni 1869 wurde „er zum Mitgliede der technischen Bau-Deputation berufen“ und Ende Juli 1872 erhielt er „den Charakter als Baurath“.
Dem Amtsnachfolger des Mitte Mai 1873 zurückgetretenen Itzenplitz, Heinrich von Achenbach, schilderte Lucae im Oktober 1873 nicht nur, dass „eine wesentliche Umgestaltung und theilweise andere Benutzung der gegenwärtigen Räume des Bau-Akademiegebäudes nothwendig (ist)“. Er bemängelte auch, dass „in der Bau-Akademie ein Raum (fehlt), der […] nicht etwa nur wünschenswerth, sondern gradezu eine Nothwendigkeit genannt werden muß, nämlich ein großer hallenartiger Aufenthaltsort, in welchem die Studirenden in den Unterrichtspausen sich erholen, Etwas genießen und rauchen können.“ Lucae sah darin nichts „Luxuriöses“, sondern die Gründe in folgendem Unterschied:

„Der Studirende der Bau-Akademie hört nicht wie der Universitäts-Student im Laufe des Tages nur einzelne Collegia und arbeitet dann nicht wie jener die übrige Zeit zu Hause, sondern verlebt den ganzen Tag mit Ausnahme der Mittagszeit, in der Bau-Akademie. Er muß deshalb, wenn ihm seine Arbeitsheimath lieb werden soll, dort auch Räume zu seiner Erholung finden, weil er dieselbe sonst trotz aller Verbote in ungeeigneten Lokalen des Gebäudes oder außerhalb der Akademie sucht und im letzteren Falle gewöhnlich dann weiter ausdehnt, als es sich mit einem ernsten Studium verträgt.“

Lucae erstellte als Direktor 1874/1875 die Umbaupläne für das Gebäude der Bauakademie sowie 1876/1877 die Neubaupläne der Technischen Hochschule (Berlin-)Charlottenburg. Diese repräsentativen Neubaupläne brachten deutlich den Anspruch auf das Promotionsrecht auch für die Technischen Hochschulen zum Ausdruck, das aber für die Ingenieurfächer erst 20 Jahre später eingeführt wurde.
Er nahm an den Wettbewerben für den Neubau des Magdeburger Stadttheaters und für die Oper in Frankfurt am Main teil, die er beide gewann. Jurymitglied für den Frankfurter Wettbewerb war u. a. Gottfried Semper, der Bau der Oper lehnt sich im Stil an die italienische Hochrenaissance an.
Der zeichnerische Nachlass Lucaes befindet sich im Architekturmuseum der Technischen Universität Berlin. Seine sterblichen Überreste wurden in den 1930er Jahren vom Alten St.-Matthäus-Kirchhof in Berlin-Schöneberg auf den Südwestkirchhof Stahnsdorf in ein noch erhaltenes Sammelgrab umgebettet. Auf der Originalgrabstelle wurde später von EFEU e. V. ein Gedenkstein aufgestellt.

## Anekdote
Richard Lucae konnte zur Aufnahmeprüfung in die Gipsklasse der Bauakademie kein Zeugnis beibringen. Schadow forderte ihn daher auf, einfach ein Ohr zu malen, aus dem Kopf. Als Lucae dem Geforderten mit Leichtigkeit nachkam, soll Schadow ihn – wider alle Regeln – in die Gipsklasse aufgenommen haben.
Die Anekdote findet sich bei Theodor Fontane, Wanderungen durch die Mark Brandenburg, Vierter Teil: „Spreeland“ unter „Saalow, ein Kapitel vom alten Schadow“.

## Bauten

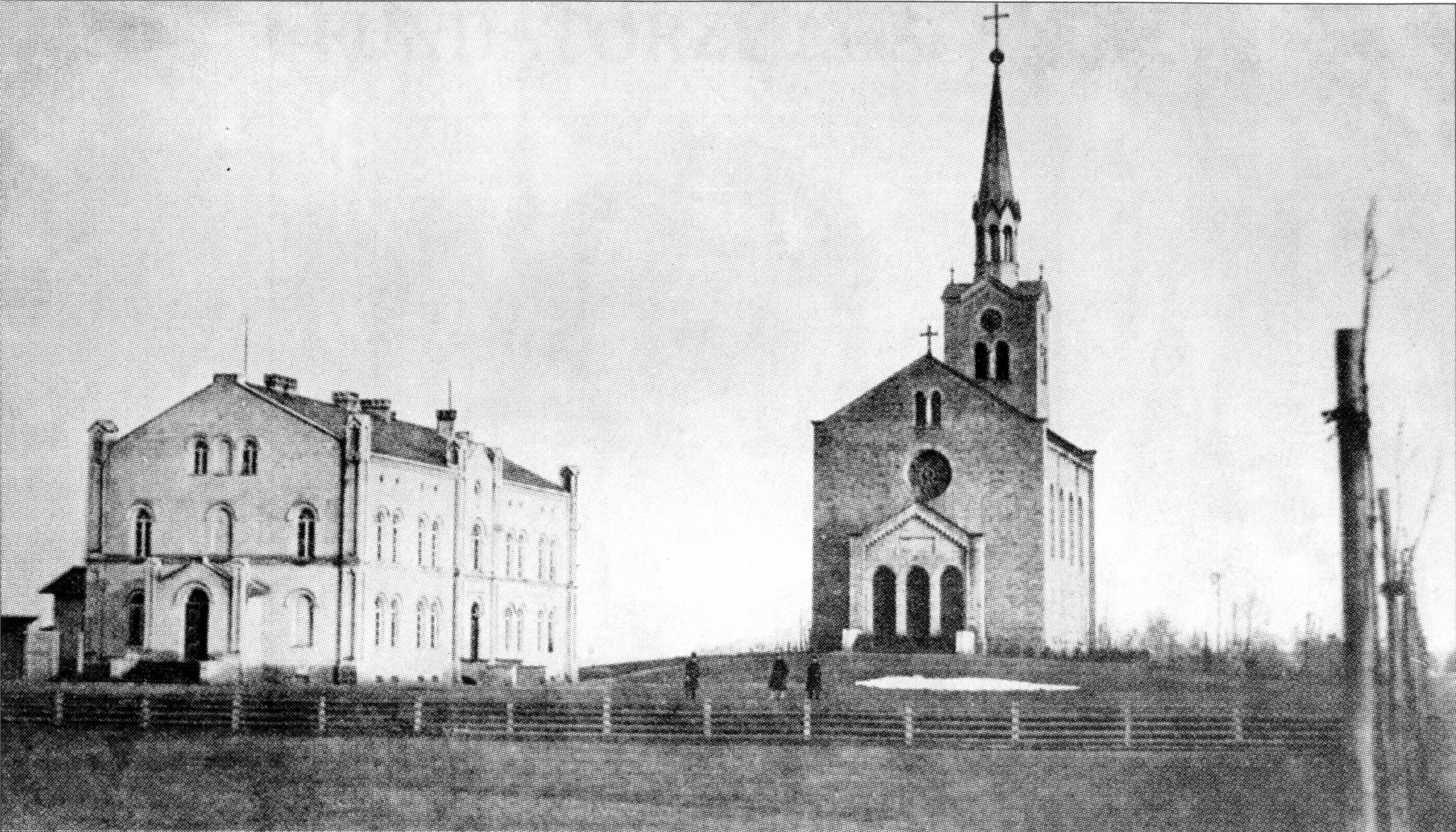
Auferstehungskirche in Kattowitz (links jüngeres Schulhaus)
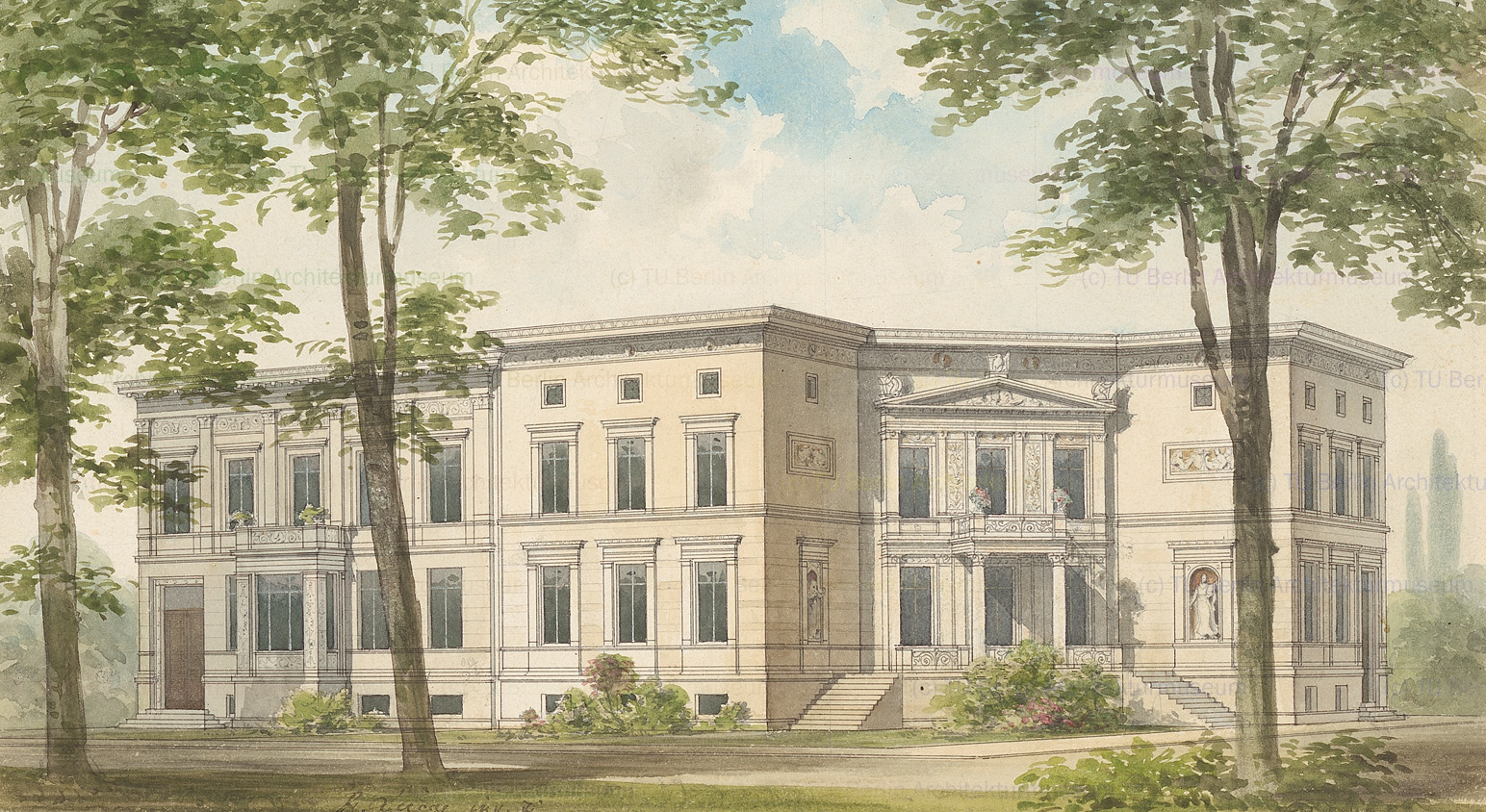
Villa Joachim in Berlin
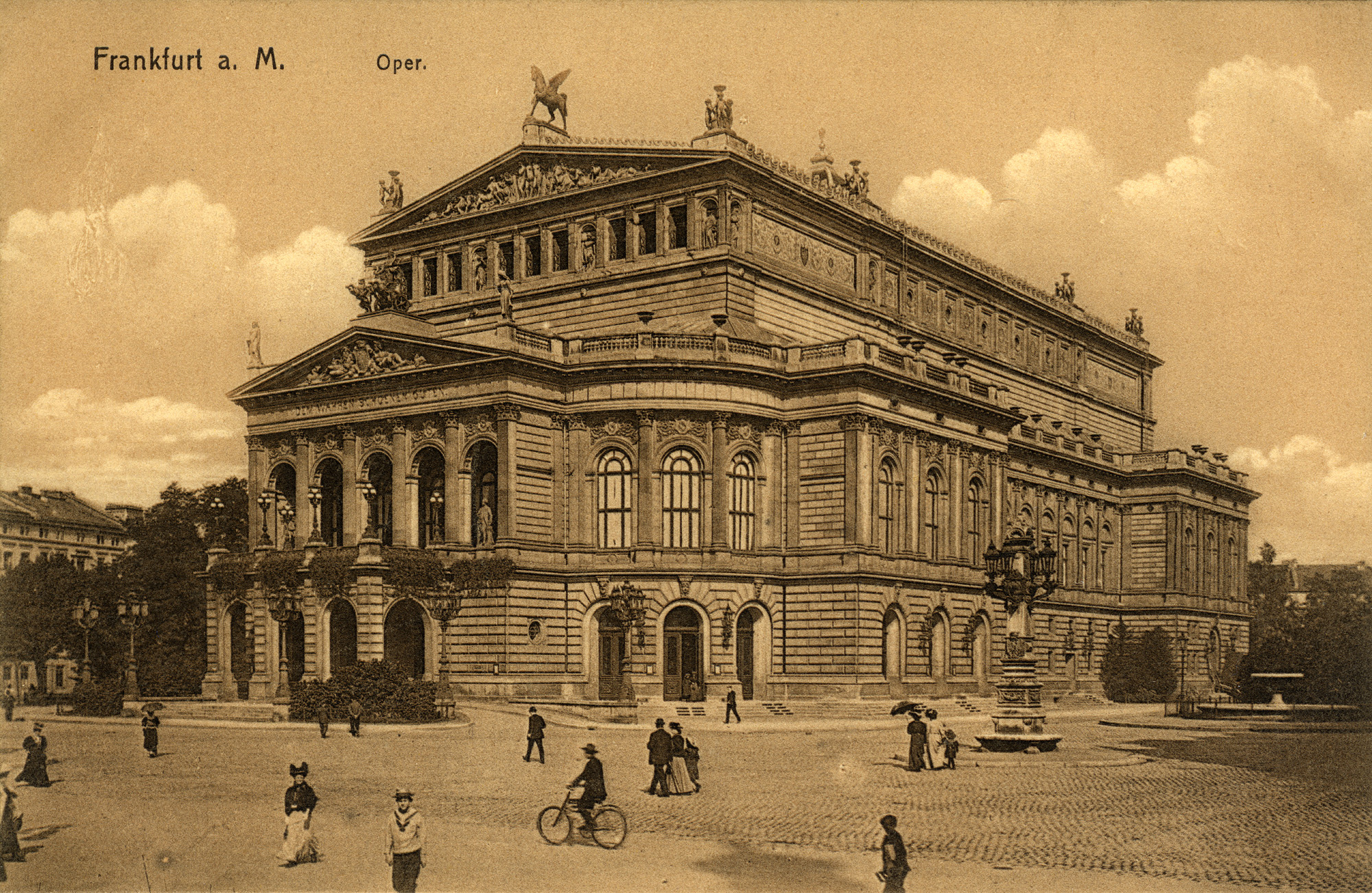
Opernhaus in Frankfurt am Main
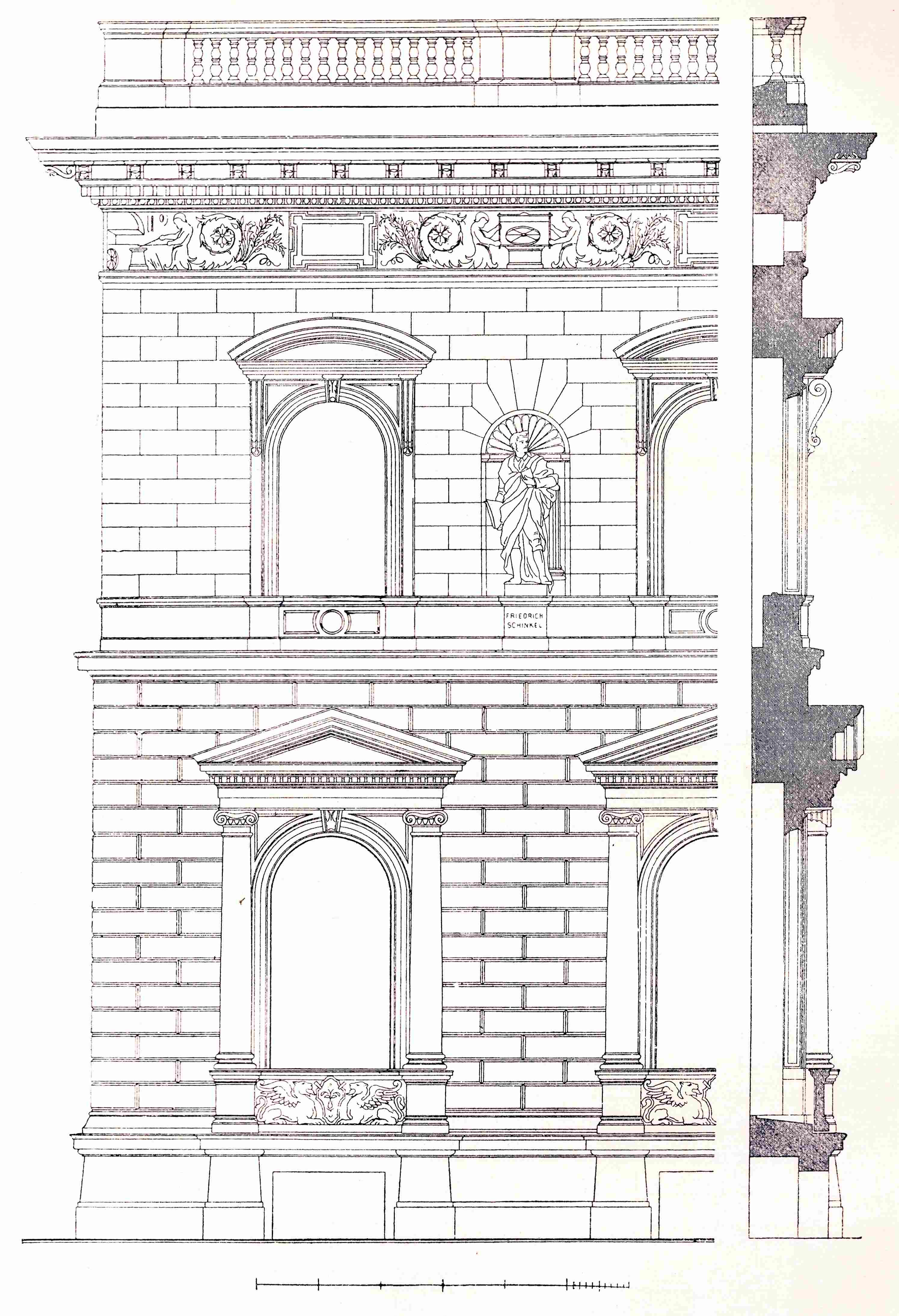
Fassade und Schnitt des Palais Borsig in Berlin
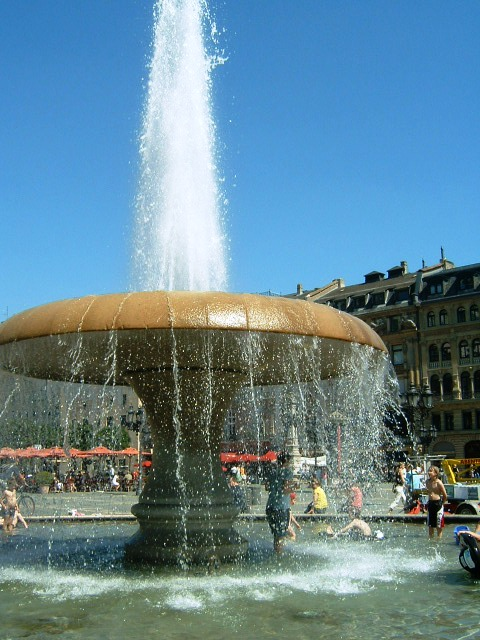
Lucae-Brunnen in Frankfurt am Main
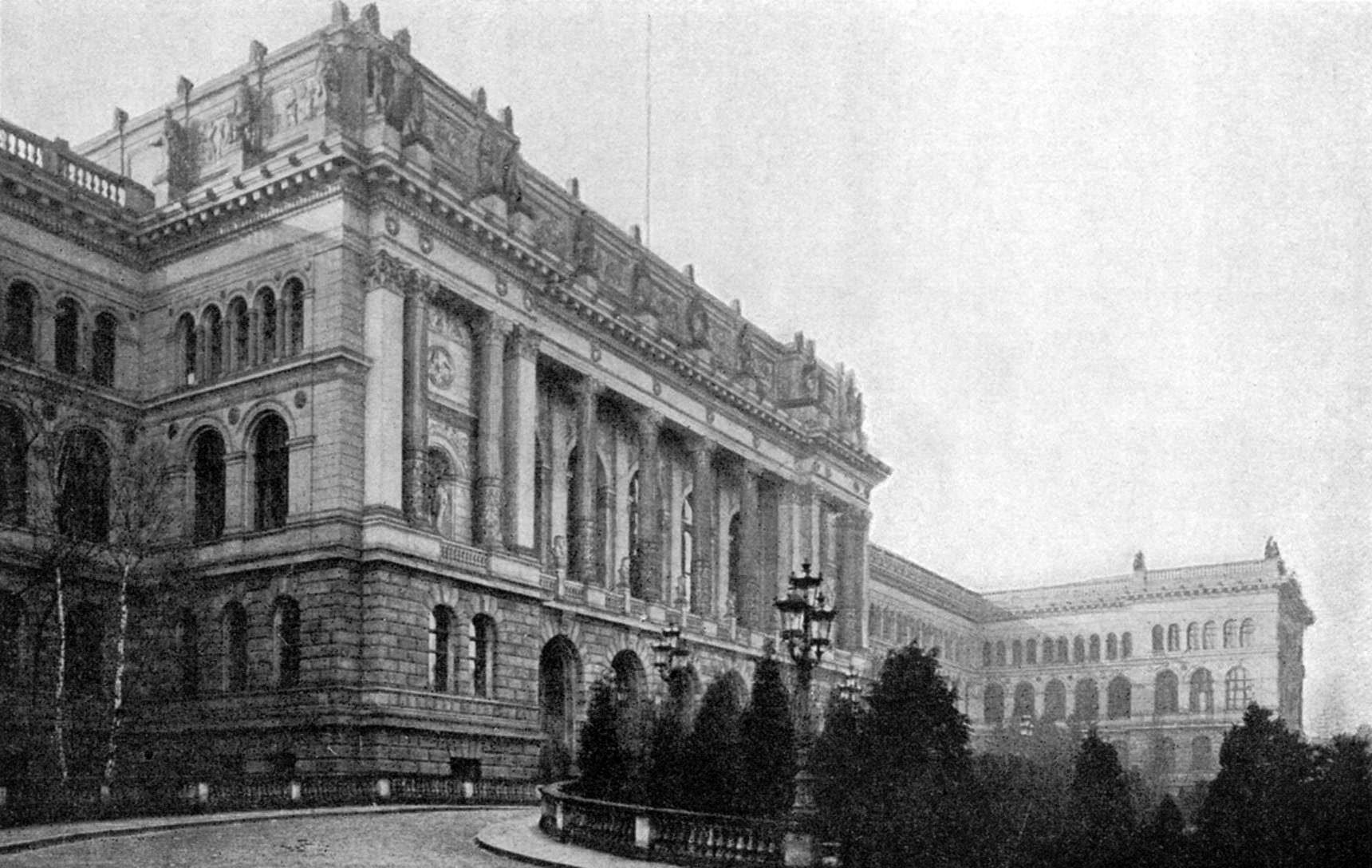
Technische Hochschule in Berlin

- 1856–1858: Auferstehungskirche in Kattowitz
- 1857–1859: eigenes Wohnhaus und Villen in der Viktoriastraße, Berlin
- um 1859: Grabkapelle v. Lepel, Wieck
- 1860: Innenausstattung Villa Kitsche
- 1861: Villa Soltmann, Berlin
- 1862: Villa Heckmann, Berlin (Urbild der Villa Treibel bei Theodor Fontane)
- 1866: Villa Prieß, Rostock
- 1868: Wohnhaus Fleitmann, Berlin
- 1868–1870: Villa Henschel, Kassel
- 1868: Villa Dr. Lucae, Marburg
- um 1869: Villa Lucius, Erfurt
- 1870–1871: Villa für Joseph Joachim in Berlin
- 1872: Villa Friderici, Leipzig
- 1872–1876: Stadttheater in Magdeburg (zerstört)
- 1873–1880: Opernhaus (gen. „Alte Oper“) mit Lucae-Brunnen in Frankfurt am Main (Brunnen erst 1983 ausgeführt)
- 1873: Wohnhaus für seinen Bruder August Lucae am Lützowplatz, Berlin
- 1873–1874: Entwürfe für die Villa von Heyden, Berlin-Tiergarten
- 1874–1875: Umbau der Berliner Bauakademie (zerstört)
- 1874–1876: Tanzsaal-Anbau der Villa Siemens, Berlin[5]
- 1875–1878: Palais Borsig in Berlin, Voßstraße 1 (zerstört)
- 1875–1878: Erweiterungsbau für das preußische Ministerium der öffentlichen Arbeiten in Berlin, Voßstraße 35
- 1876–1877: Entwurf für die Technische Hochschule Charlottenburg in Berlin-Charlottenburg

## Schriften
In der Zeitschrift für Bauwesen hat Lucae folgende Aufsätze veröffentlicht:
- 1865: Schinkels Bedeutung für die Nachwelt
- 1869: Über die Macht des Raumes in der Baukunst
- 1873: Warum wir Schinkel feiern

sowie in der Deutschen Bauzeitung:
- 1870: Über die ästhetische Ausbildung der Eisenkonstruktion[6]